# Тиндински језик
Тиндијски језик (Idarab mitstsi - језик Идар села) један је од језика који припада групи сјевероисточних кавкаских језика, а који припада андијској подгрупи Аваро-андијској породици језика. Унутар андијске подјеле језика, тиндијски језик припада групи Багулалско-тиндијских језика . Говори се у Дагестану и то од старне свега приближно 2150 припадника Тиндинаца, дуж десне обале ријеке Анди-Коису. Прилично је сличан багуласком језику, његовом најближем језичком сроднику. Багулалски језик посједује 2 дијалекта и то: Тиндинско-ечендски и Ангидинско-акнадски. Ови дијалекти су добили име по називима села у којима се говори тиндијски језик.